# Vjačeslavs Fanduls
Vjačeslavs Fanduls (* 17. März 1969 in Leningrad, Russische SFSR) ist ein ehemaliger lettischer Eishockeyspieler, der in seiner aktiven Zeit von 1988 bis 2010 unter anderem für die Berlin Capitals in der Deutschen Eishockey Liga sowie in der finnischen SM-liiga gespielt hat.

## Karriere
Vjačeslavs Fanduls begann seine Karriere als Eishockeyspieler bei Dinamo Riga, für das er von 1988 bis 1992 in der Wysschaja Liga, der höchsten sowjetischen Spielklasse, aktiv war, wobei die Mannschaft in der Saison 1991/92 unter dem Namen Stars Riga antrat. Anschließend ging der Center nach Finnland, wo er zunächst zwei Jahre lang für Ässät Pori in der SM-liiga spielte. Die Saison 1994/95 begann er bei HPK Hämeenlinna, für das er allerdings nur drei Spiele bestritt, ehe er innerhalb der höchsten finnischen Spielklasse zu TPS Turku wechselte. Mit TPS wurde er am Saisonende Finnischer Meister und trug selbst mit 38 Scorerpunkten, davon 20 Toren, in 45 Spielen zu diesem Erfolg bei. Auch die folgende Spielzeit verbrachte er bei TPS, wobei er in den Playoffs für die Riga Alianse in der lettischen Eishockeyliga auflief. Für diese war er mit je sieben Tore und sieben Vorlagen Topscorer der Liga in den Playoffs.
Von 1996 bis 1999 stand Fanduls für seinen Ex-Verein Ässät Pori in der SM-liiga auf dem Eis. Anschließend wechselte er zum Zweitligisten Kärpät Oulu, mit dem ihm auf Anhieb der Aufstieg in die SM-liiga gelang. In der Saison 1999/2000 wurde er zudem in das All-Star Team der zweitklassigen I divisioona gewählt. Nach einer weiteren Spielzeit in der SM-liiga mit Kärpät Oulu, nahm er für die Saison 2001/02 ein Vertragsangebot der Berlin Capitals aus der Deutschen Eishockey Liga an. Für diese erzielte er in 59 Spielen 25 Scorerpunkte, davon 13 Tore. Nachdem sich der Verein aufgrund finanzieller Probleme im Anschluss an die Spielzeit aus der DEL zurückziehen musste, lief der Lette weitere zwei Jahre für Ässät Pori in der SM-liiga auf. Die Saison 2004/05 überbrückte er beim finnischen Zweitligisten Vaasan Sport in der Mestis. In der folgenden Spielzeit begann er zunächst beim ASK/Ogre in seiner lettischen Heimat. Anschließend trat er für den HK Traktor Tscheljabinsk in der Wysschaja Liga, der zweiten russischen Spielklasse und die GCK Lions in der Schweizer Nationalliga B an.
Von 2006 bis 2008 spielte der Olympiateilnehmer von 2002 für die Frederikshavn White Hawks in der dänischen AL-Bank Ligaen. Dort war er von Beginn an einer der Führungsspieler im Team und erzielte in den beiden Jahren in Dänemark im Schnitt knapp einen Scorerpunkt pro Spiel. Von 2008 bis 2010 lief er noch einmal in seiner Heimat für den ASK/Ogre (ab der Saison 2009/10 HK Ogre) auf – zunächst in der belarussischen Extraliga und anschließend in der lettischen Eishockeyliga, ehe er im Alter von 41 Jahren seine Karriere beendete.

### International
Für Lettland nahm Fanduls an den B-Weltmeisterschaften 1994, 1995 und 1996 sowie den A-Weltmeisterschaften 1999, 2000, 2001, 2002, 2003 und 2004 teil. Zudem stand er im Aufgebot seines Landes bei den Olympischen Winterspielen 2002 in Salt Lake City.

## Erfolge und Auszeichnungen
- 1995 Finnischer Meister mit TPS Turku
- 1996 Topscorer der Playoffs der lettischen Eishockeyliga
- 2000 Aufstieg in die SM-liiga mit Kärpät Oulu
- 2000 I divisioona Second All-Star Team

### International
- 1995 Bester Vorlagengeber der B-Weltmeisterschaft
- 1996 Aufstieg in die A-Weltmeisterschaft bei der B-Weltmeisterschaft